# زن درونم (آلبوم شنایا تواین)
زن درونم (به انگلیسی: The Woman in Me) نام یک آلبوم استودیویی برندهٰ جایزهٰ گرمی از شنایا تواین، هنرمند کانادایی است که در ۱۹۹۵ عرضه شد. این آلبوم با محمولهٰ ۱۲ میلیونی در ایالات متحده تا مرتبهٰ ۱۲بار پلاتین پیش‌رفت و جایزهٰ بهترین آلبوم کانتری سال ۱۹۹۶ را نیز دریافت کرد. این آلبوم تا کنون در سطح جهانی، ۱۸ میلیون فروش داشته‌است.

## فهرست آهنگ‌ها
همهٰ ترانه‌ها به جز «You Win My Love» (نوشته شده به وسیلهٰ رابرت جان «مات» لانگ) و «Leaving Is the Only Way Out» (نوشته‌شده به وسیلهٰ شنایا تواین) به وسیلهٰ شنایا تواین و رابرت جان «مات» لانگ نوشته شده‌اند.
1. ‎«Home Ain't Where His Heart Is (Anymore)» – ۴:۱۲‎
2. ‎«Any Man of Mine» – ۴:۰۷‎
3. ‎«Whose Bed Have Your Boots Been Under?» – ۴:۲۵‎
4. ‎«(If You're Not in It for Love) I'm Outta Here!» – ۴:۳۰‎
5. ‎«The Woman in Me (Needs the Man in You)» – ۴:۵۰‎
6. ‎«Is There Life After Love?» – ۴:۳۹‎
7. ‎«If It Don't Take Two» – ۳:۴۰‎
8. ‎«You Win My Love» – ۴:۲۶‎
9. ‎«Raining on Our Love» – ۴:۳۸‎
10. ‎«Leaving Is the Only Way Out» – ۴:۰۷‎
11. ‎«No One Needs to Know» – ۳:۰۴‎
12. ‎«God Bless the Child» – ۱:۳۰‎

ترانه‌های اضافی چاپ مجدد اروپا
‎
1. ‎Medley: «Home Ain't Where His Heart Is (Anymore)/»The Woman in Me«/»You've Got a Way" (Live & Direct TV Mix) - ۷:۳۵‎
2. ‎«(If You're Not In It For Love) I'm Outta Here! (remix)» - ۴:۴۵‎
3. ‎«God Bless The Child (video)» - ۳:۴۹‎

## جدول موسیقی
| جدول                          | حد رتبه | گواهی‌نامه      | فروش/محموله |
| ----------------------------- | ------- | -------------- | ----------- |
| جدول موسیقی آلبوم‌های استرالیا | ۱۷      | پلاتین (۲بار)  | ۱۴۰۰۰۰      |
| جدول موسیقی آلبوم‌های کانادا   | ۶       | الماس (۲ بار)  | ۲،۰۰۰،۰۰۰   |
| جدول موسیقی آلبوم‌های هلند     | ۴۶      |                |             |
| جدول موسیقی آلبوم‌های آلمان    | 72      |                |             |
| جدول موسیقی آلبوم‌های ایرلند   | ۶۰      |                |             |
| جدول موسیقی آلبوم‌های نیوزیلند | ۳۸      |                |             |
| جدول موسیقی آلبوم‌های نروژ     | ۵       |                |             |
| جدول موسیقی آلبوم‌های بریتانیا | ۷       | پلاتین         | ۳۰۰،۰۰۰     |
| یو.اس. بیلبورد ۲۰۰            | ۵       | پلاتین (۱۲بار) | ۱۲،۰۰۰،۰۰۰  |